# Rezervația naturală de plante medicinale Sărata Galbenă
Sărata Galbenă este o rezervație naturală de plante medicinale în raionul Hîncești, Republica Moldova. Este amplasată în ocolul silvic Cărpineni, Sărata Galbenă parcelele 24, 30, 31, 35, 36. Are o suprafață de 424 ha. Obiectul este administrat de Gospodăria Silvică de Stat Hîncești.